# Gene Autry
Orvon Eugene Autry (29. september 1907 – 2. oktober 1998), bedre kendt som Gene Autry var en amerikansk kunstner, der opnåede berømmelse som The Singing Cowboy i radioen, i film og på tv i mere end tre årtier, der begyndte i 1930'erne.
Autry var også ejer af Californien Angels Major League Baseball hold fra 1961 til 1997, samt en tv-station og flere radiostationer i det sydlige Californien.